# August Geiger
August Geiger (6 de maio de 1920 - 29 de setembro de 1943) foi um oficial alemão que serviu no Luftwaffe durante a Segunda Guerra Mundial. Foi condecorado com a Cruz de Cavaleiro da Cruz de Ferro com Folhas de Carvalho.

## Condecorações
| Distintivo de aviador                                            |                       |
| Troféu de Honra da Luftwaffe                                     | 19 de outubro de 1942 |
| Distintivo de Voo do Fronte da Luftwaffe em Ouro                 |                       |
| Cruz de Ferro (1939) 2ª Classe                                   |                       |
| Cruz de Ferro (1939) 1ª Classe                                   |                       |
| Cruz Germânica em Ouro                                           | 31 de agosto de 1943  |
| Cruz de Cavaleiro da Cruz de Ferro                               | 22 de maio de 1943    |
| Cruz de Cavaleiro da Cruz de Ferro com Folhas de Carvalho nº 416 | 2 de março de 1944    |